# Connie Simmons
Cornelius Leo "Connie" Simmons (Newark, Nueva Jersey, 15 de marzo de 1925-Ohio, 15 de abril de 1989) fue un jugador de baloncesto estadounidense que disputó diez temporadas entre la BAA y la NBA. Con 2,03 metros de estatura, jugaba en la posición de ala-pívot. Era hermano del también jugador profesional Johnny Simmons.

## Trayectoria deportiva

### High School
Jugó en su época de instituto en el Flushing High School de la ciudad de Nueva York, convirtiénsdose en el segundo jugador de la historia de una reducida lista de 10 en llegar a profesionales sin pasar por la universidad.

### Profesional
Fichó en 1946 por los Boston Celtics, entonces en la denominada BAA, donde en su primera temporada fue el máximo anotador de su equipo, promediando 10,3 puntos por partido.
Mediada la temporada siguiente fue traspasado a Baltimore Bullets a cambio de Mike Bloom, donde conseguiría ese mismo año su primer anillo de campeón, tras derrotar en la final a los Philadelphia Warriors. Simmons promedió 10,6 puntos por partido. Al año siguiente disputaría la mejor temporada de su carrera, promediando 13,0 puntos y 1,9 asistencias.
En 1949 fue traspasado a los New York Knicks a cambio de Tommy Byrnes y Sid Tanenbaum. Allí jugó durante 5 temporadas, siendo la mejor de ellas la 1952-53, en la que promedió 11,2 puntos y 7,0 rebotes por partido.
En 1954 fue traspasado, junto con Chuck Grigsby y Al McGuire a Baltimore Bullets a cambio de Ray Felix, pero la franquicia quebró, produciéndose un draft de dispersión, siendo elegido por los Syracuse Nationals, donde promedió 9,6 puntos y 6,1 rebotes, logrando su segundo anillo de campeón tras derrotar en las Finales a los Fort Wayne Pistons.
Tras jugar una temporada más en los Rochester Royals, se retiró definitivamente al término de la temporada 1955-56.

## Estadísticas de su carrera en la NBA
|  | Denota temporadas en las que ganó un campeonato de la NBA |

### Temporada regular
| Año      | Equipo               | PJ  | MPP  | TC%  | TL%  | RPP | APP | PPP  |
| -------- | -------------------- | --- | ---- | ---- | ---- | --- | --- | ---- |
| 1946–47  | Boston               | 60  | –    | .320 | .677 | –   | 1.0 | 10.3 |
| 1947–48  | Boston               | 32  | –    | .295 | .593 | –   | .5  | 7.8  |
| 1947–48† | Baltimore            | 13  | –    | .302 | .556 | –   | .5  | 10.6 |
| 1948–49  | Baltimore            | 60  | –    | .377 | .683 | –   | 1.9 | 13.0 |
| 1949-50  | New York             | 60  | –    | .331 | .662 | –   | 1.7 | 11.3 |
| 1950-51  | New York             | 66  | –    | .374 | .702 | 6.5 | 1.8 | 9.2  |
| 1951-52  | New York             | 66  | 23.6 | .378 | .689 | 7.1 | 1.8 | 9.5  |
| 1952-53  | New York             | 65  | 26.3 | .377 | .732 | 7.0 | 2.0 | 11.2 |
| 1953-54  | New York             | 72  | 27.9 | .358 | .689 | 6.7 | 1.8 | 10.0 |
| 1954-55  | Baltimore / Syracuse | 36  | 23.9 | .357 | .632 | 6.1 | 1.7 | 9.6  |
| 1955-56  | Rochester            | 68  | 13.3 | .336 | .605 | 3.5 | 1.2 | 5.4  |
| Total    | Total                | 598 | 22.9 | .351 | .678 | 6.2 | 1.6 | 9.8  |

### Playoffs
| Año   | Equipo    | PJ | MPP  | TC%  | TL%  | RPP | APP | PPP  |
| ----- | --------- | -- | ---- | ---- | ---- | --- | --- | ---- |
| 1948† | Baltimore | 11 | –    | .371 | .744 | –   | 1.0 | 17.1 |
| 1949  | Baltimore | 3  | –    | .351 | .759 | –   | 2.3 | 16.0 |
| 1950  | New York  | 5  | –    | .275 | .952 | –   | 1.4 | 8.4  |
| 1951  | New York  | 14 | –    | .364 | .618 | 6.7 | 1.7 | 10.9 |
| 1952  | New York  | 14 | 30.5 | .464 | .764 | 7.7 | .9  | 15.9 |
| 1953  | New York  | 11 | 31.0 | .367 | .729 | 7.5 | 2.3 | 13.2 |
| 1954  | New York  | 4  | 27.8 | .323 | .694 | 8.3 | 2.5 | 11.3 |
| total | total     | 62 | 30.3 | .382 | .731 | 7.4 | 1.5 | 13.6 |